# Che bella giornata
Che bella giornata è un film del 2011 co-scritto e diretto da Gennaro Nunziante.
Secondo film con protagonista Checco Zalone, che lo vede recitare dopo Cado dalle nubi (2009) diretto sempre da Nunziante.

## Trama
Checco Zalone è un ragazzo pugliese che si è trasferito da un trentennio al Nord Italia con i genitori Anna e Nicola e lavora come buttafuori precario in una discoteca del suo paesino della Brianza. Insoddisfatto della sua condizione e fortemente desideroso di lavorare nel campo della sicurezza, Checco sogna di diventare un Carabiniere, come suo zio materno Giuseppe Capobianco, ma durante il terzo colloquio di lavoro che sostiene a tale scopo, a causa della sua ignoranza e della sua fanciullesca ingenuità, dice al perfido colonnello Gismondo Mazzini che, entrando nell'Arma, farebbe cose che lo porterebbero ad abusare della propria autorità, quindi viene respinto. Successivamente, grazie a una raccomandazione del cardinale Rosselli, arcivescovo di Milano, viene assunto come addetto alla sicurezza del Duomo, facendo impressionare e preoccupare Mazzini, che si rende conto di come Checco sia decisamente maldestro e inadatto a svolgere un compito del genere.

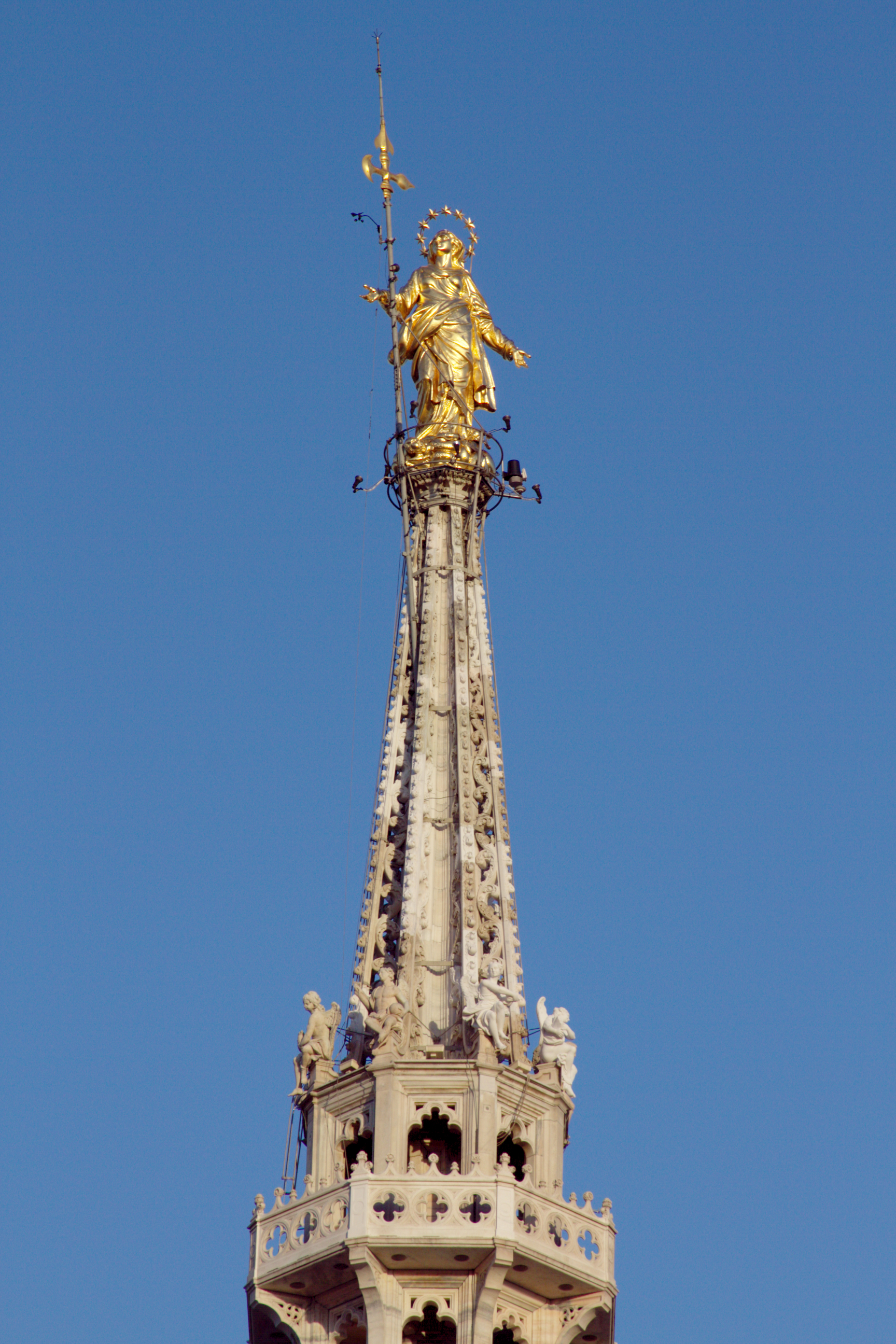
La Madonnina del Duomo di Milano, che i terroristi tentano di far esplodere

A causa dell'intervento del colonnello, al protagonista viene assegnato un incarico di minore importanza, quello di addetto alla sorveglianza della Madonnina. Qui, durante il lavoro, svolto non proprio nel migliore dei modi, conosce Farah Sadir, una bella ragazza di origine maghrebina che si finge studentessa di architettura per avere accesso alla Madonnina, dove in realtà sta progettando di compiere un attentato detonando un ordigno esplosivo, con l'aiuto del fratello Sufien e di altri due complici arabi, per vendicare l'uccisione della sua famiglia in un bombardamento della NATO durante la guerra al terrorismo in Arabia Saudita. Sufien incarica la sorella di fare amicizia con Checco e di far azionare proprio a lui la bomba nascosta, senza che quest'ultimo lo sappia. Checco cade subito nel tranello di Farah, innamorandosene.
L'uomo cerca dei consigli su come affrontare la storia d'amore dai suoi amici, il suo ex-collega buttafuori Giovanni (che nel frattempo ha trovato lavoro come guardiano in un supermercato) e la guida artistica del Duomo, Ivano, che sta per diventare sacerdote. I genitori di Checco, specialmente il padre Nicola, che lavora come soldato per l'Esercito Italiano in Iraq, sono inizialmente contrari alla nuova frequentazione del figlio, ma poi capiscono che Farah è orfana sin da piccola ed è una brava persona e le danno tutto l'affetto possibile, in particolare durante un battesimo di famiglia celebrato in Puglia, in cui la nominano madrina del bambino battezzato nonostante lei non sia di fede cristiana. Checco è corteggiato da tempo anche da un'altra ragazza, Maria, innamorata di lui ma non ricambiata, della quale il protagonista vorrebbe liberarsi.
Farah, Sufien e gli altri due arabi vorrebbero volare a Londra e far saltare in aria anche il Big Ben con un terzo complice, ma Checco e la sua famiglia li invitano a una cena a base di cozze, che hanno effetti devastanti per lo stomaco dei due terroristi, i quali, dopo essere andati in bagno per tutta la notte, all'alba decidono di rinunciare a entrambi gli attentati e tornano in Arabia Saudita. Mazzini, intanto, tenta in tutti i modi di corrompere l'arcivescovo per far licenziare Zalone, mentre Ivano cerca di convincere il suo superiore a farlo rimanere. Tutto questo dura poco, poiché un giorno Checco ruba la tela dell'estasi di Santa Teresa per permettere a Farah di fotografarla (lei diceva di doverle scattare una foto per i suoi presunti studi e nel museo è vietato fotografare) e viene immediatamente licenziato, pena le conseguenze penali. Mazzini, felice, ottiene il trasferimento a Roma, dove non era mai riuscito ad andare a causa di Checco. Giovanni, tentando di aiutare quest'ultimo a fidanzarsi con Farah, si mette insieme a Maria, allontanandola dall'amico.
A questo punto Farah, innamoratasi a sua volta di Checco senza farglielo capire e tornata a sorridere grazie all'affetto e all'allegria della famiglia del ragazzo, decide di non portare a termine l'attentato a Milano. Costretta a tornare in Arabia Saudita, consegna a Checco una valigia con un regalo, dicendogli di aprirla sotto la Madonnina soltanto dopo la sua partenza: in essa però c'è solo un modellino della casa di Checco che nasconde il meccanismo di attivazione dell'ordigno, che la ragazza ha spostato in un trullo in rovina di proprietà di Checco in Brianza, che il ragazzo aveva ereditato dal nonno pugliese e desiderava far demolire ma non aveva il denaro necessario, quindi la detonazione della bomba risolve il problema. Farah racconta inoltre al fratello che la bomba non è esplosa a Milano perché probabilmente Checco l'ha usata per distruggere altri monumenti cristiani: Sufien, comprendendo cosa in realtà è accaduto, sorride per la prima volta, dimostrando di avere cuore.
Alla fine Ivano diventa il parroco della chiesa nel paesino brianzolo di Checco e gli comunica di averlo raccomandato per un nuovo lavoro. Il colonnello Mazzini, trasferitosi a Roma, sviene nello scoprire il nuovo lavoro del protagonista: è diventato la guardia del corpo personale di papa Benedetto XVI in Vaticano.

## Personaggi

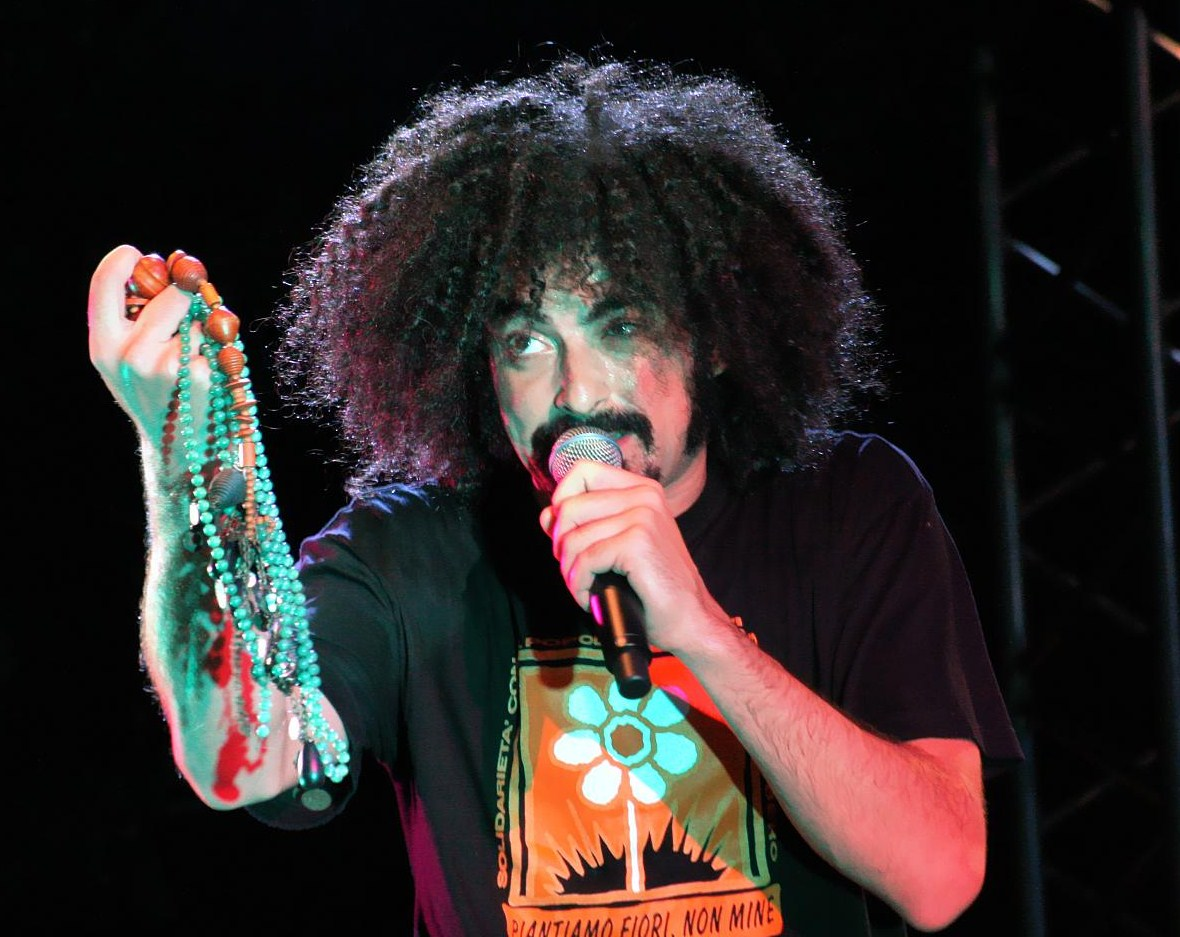
Il cantante pugliese Caparezza ha un cameo nel film dove canta alcune canzoni, tra cui il suo singolo Vieni a ballare in Puglia.

- Checco Zalone, interpretato da sé stesso: un giovane pugliese che vive da anni in Brianza. Dopo vari fallimenti nei concorsi dei Carabinieri, lavora come buttafuori e poi (grazie a una raccomandazione) ottiene un incarico come addetto alla sicurezza della Madonnina del Duomo di Milano.[2][3][4]
- Farah Sadir, interpretata da Nabiha Akkari: una giovane di origine maghrebina che si spaccia come studentessa francese di architettura per accedere alla Madonnina. In realtà è coinvolta in un complotto terroristico insieme al fratello Sufien e altri complici per far esplodere un ordigno sotto la statua, in segno di vendetta per la morte della famiglia in un bombardamento.[2][3][4]
- Colonnello Gismondo Mazzini, interpretato da Ivano Marescotti: Capo dei Carabinieri che seleziona Checco per il servizio di sicurezza. Inizialmente ammirato da Checco, diventa sempre più frustrato per la sua incompetenza, e alla fine ottiene il trasferimento a Roma.[2][3][4]
- Don Ivano, interpretato da Michele Alhaique: guida artistica del Duomo, aspirante sacerdote. Diventa amico e mentore di Checco, suggerendo per lui un nuovo impiego alla fine del film.[2][3][4]
- Giovanni, interpretato da Herbert Ballerina: ex-collega buttafuori di Checco, impiegato come guardiano di supermercato. Amico fidato, gli offre consigli e infine si fidanza con Maria.[2][3][4]
- Anna Capobianco, interpretata da Anna Rita Del Piano: madre di Checco, donna affettuosa e protettiva. A differenza del marito, è più aperta verso Farah e contribuisce a farla sentire parte della famiglia.[2][3][4]
- Maria, interpretata da Anna Bellato: ragazza innamorata di Checco, ma non ricambiata. Alla fine trova conforto in Giovanni.[2][3][4]
- Sufien Sadir, interpretato da Mehdi Mahdloo: fratello di Farah e parte del gruppo terroristico. È lui che ordina alla sorella di avvicinarsi a Checco e utilizzare la sua posizione per piazzare una bomba.[2][3][4]
- Rossella Mazzini, interpretata da Cinzia Mascoli: moglie del colonnello Mazzini.[2][3][4]
- Maresciallo Giuseppe Capobianco, interpretato da Paolo De Vita: è lo zio carabiniere a cui Checco vorrebbe somigliare fin da piccolo, ispirando il suo sogno di entrare nell'Arma.[2][3][4]
- Capo dell'Intelligence, interpretato da Bruno Armando: un funzionario governativo coinvolto nella gestione delle emergenze relative al terrorismo e alla sicurezza nazionale.[2][3][4]
- Nicola Zalone, interpretato da Rocco Papaleo: padre di Checco, in servizio nell'Esercito Italiano (cuoco militare). Inizialmente scettico verso l'interesse del figlio per Farah, si ammorbidirà quando capisce che la ragazza è orfana e di buon carattere.[2][3][4]
- Cardinale Rosselli, interpretato da Tullio Solenghi: arcivescovo di Milano che sponsorizza l'assunzione di Checco come sicurezza del Duomo.[2][3][4]
  - Solenghi ha inoltre doppiato papa Benedetto XVI alla fine del film.[2][3][4]

Nel cast sono presenti anche Isabelle Adriani nel ruolo di Mercedes, Giustina Buonomo interpreta la nonna Rosa, Matteo Reza Azchirvani, Hossein Taheri e Anis Gharbi interpretano tre terroristi ebraici. Il cantautore e rapper pugliese Caparezza fa un cameo nel film in cui interpreta sé stesso, cantando Sarà perché ti amo dei Ricchi e Poveri, Non amarmi di Aleandro Baldi e Francesca Alotta ed il suo singolo Vieni a ballare in Puglia. Mariangela Eboli, all'epoca compagna di Zalone, fa un cameo interpretando la cugina Susi, cantando la canzone Non amarmi insieme a Caparezza.

## Produzione

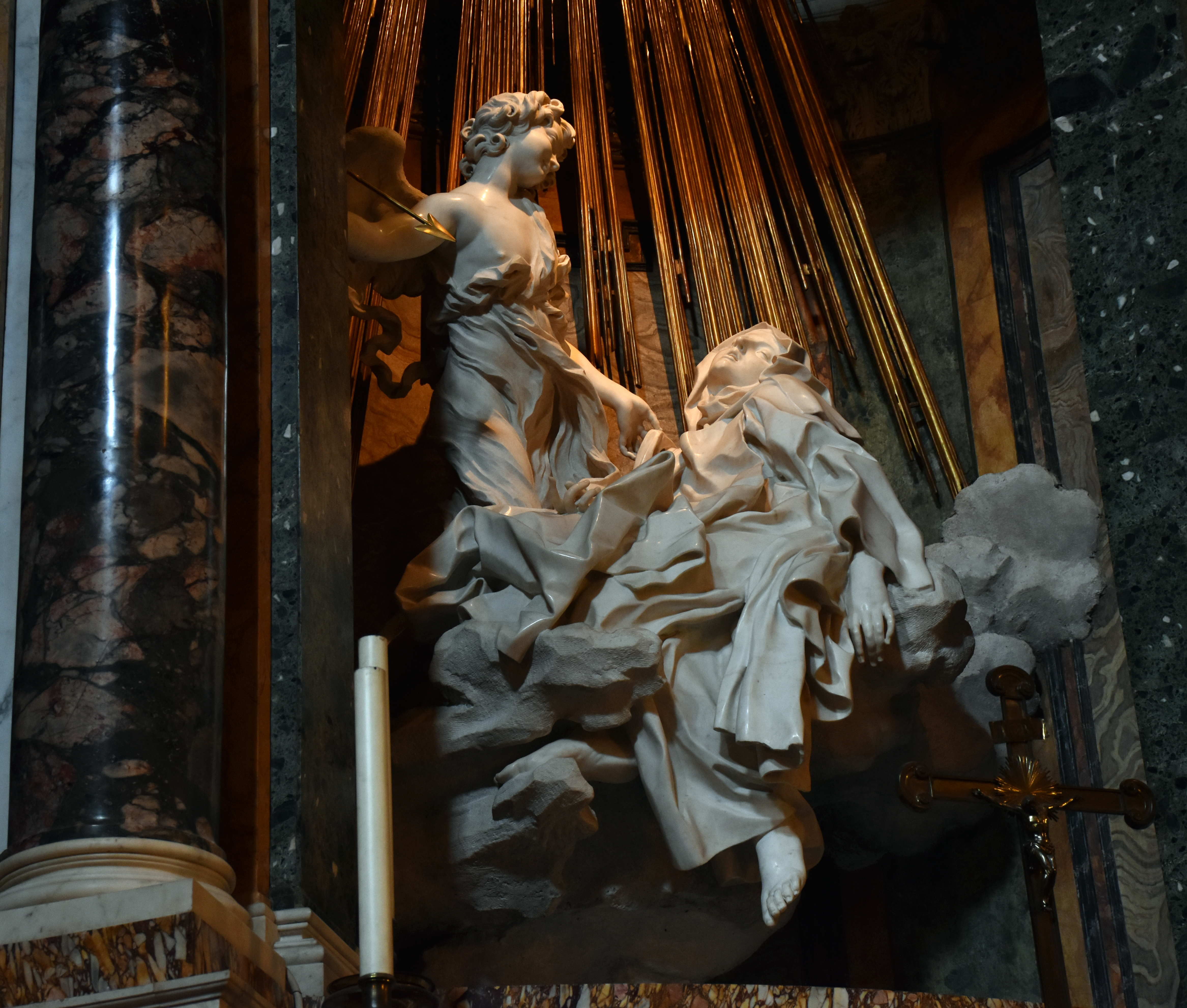
LEstasi di santa Teresa d'Avila, dove è presente una versione sottoforma di quadro, oggetto di diverse geg nel corso del film

Le riprese del film si sono svolte tra giugno e luglio del 2010 ad Alserio, Robecchetto con Induno, Cuggiono, Polignano a Mare, Monopoli, Castano Primo, Noci (Barsento) Alberobello, Turbigo, Milano, Roma e Carate Brianza.

## Distribuzione
Il film è uscito nelle sale italiane il 5 gennaio 2011, non ha ricevuto una distribuzione capillare al di fuori dell'Italia, venendo proiettato solo in alcuni festival in Francia e nelle Filippine, e distribuito su larga scala unicamente in svizzero italofono nel Canton Ticino.

### Edizioni home video
Il film è uscito mercoledì 18 maggio 2011 in DVD e Blu-ray Disc.

## Accoglienza

### Incassi
Nel giorno d'esordio, Che bella giornata ha incassato al botteghino 2,62 milioni di euro, terzo miglior incasso di sempre dopo Spider-Man 3 e Harry Potter e il principe mezzosangue; mentre raggiunge quota 6,64 milioni di euro al secondo giorno di programmazione, record assoluto per i botteghini italiani, superando Avatar e Harry Potter.
Dopo tre settimane di programmazione ha superato la pellicola di Roberto Benigni La vita è bella (1997), oltrepassando i 30 milioni di euro d'incasso. A fine corsa la pellicola ha raggiunto i 43474047 €, superando il record d'incassi di Titanic, il cui primato resisteva dal 1997, raggiungendo così la seconda posizione tra i film con maggiori incassi in Italia (record poi superato dallo stesso Zalone dai successivi film), dopo Avatar, che ha incassato oltre 65 milioni di euro. Successivamente perde posizioni in questa classifica, scendendo all'8º posto.

## Riconoscimenti
- 2011 – David di Donatello
  - Candidatura alla migliore canzone originale per L'amore non ha religione a Checco Zalone
- 2011 – Nastro d'argento
  - Candidatura alla migliore commedia
  - Candidatura al migliore attore non protagonista a Rocco Papaleo
  - Candidatura al migliore produttore a Pietro Valsecchi
  - Candidatura alla migliore canzone originale
- 2011 – Ciak d'oro
  - Candidatura al migliore attore non protagonista a Rocco Papaleo